# Jindabyne (ort i Australien)
Jindabyne är en ort i Australien. Den ligger i kommunen Snowy River och delstaten New South Wales, i den sydöstra delen av landet, omkring 370 kilometer sydväst om delstatshuvudstaden Sydney. Antalet invånare är 2 156. Den ligger vid sjön Lake Jindabyne.
Runt Jindabyne är det mycket glesbefolkat, med 3 invånare per kvadratkilometer.. Jindabyne är det största samhället i trakten. 
Trakten runt Jindabyne består i huvudsak av gräsmarker. Genomsnittlig årsnederbörd är 1 117 millimeter. Den regnigaste månaden är februari, med i genomsnitt 168 mm nederbörd, och den torraste är juli, med 51 mm nederbörd.